# Estación Tellier

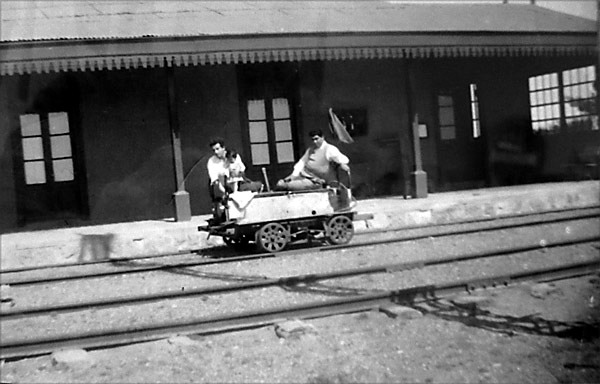
Una zorra de vía y obras a motor en Tellier en 1940.

Tellier es una ex estación ferroviaria ubicada en el localidad rural del mismo nombre, en el Departamento Deseado, Provincia de Santa Cruz, Argentina. Es la segunda estación del Ferrocarril Patagónico que unía Puerto Deseado -estando a 20 km de ésta- con Las Heras.
Forma parte del ramal que iba de Puerto Deseado a Las Heras, inaugurado en el año 1914 y que originalmente estaba planeado para terminar en el Nahuel Huapi.

## Toponimia
Originalmente intentó ser denominada "Duyon" en honor de un antiguo poblador de esta zona, que también da nombre a una formación cercan de cerros. Sin embargo, esto no prosperó y se impuso el actual. Sin embargo, la iniciativa no alcanzó a prosperar y se impuso el nombre que recuerda al ingeniero francés Luis Abel Tellier quien inventó una serie de aparatos destinados a la conservación de materiales de fácil descomposición. Sus primeros resultados facilitaron la exportación de carne argentina de carne congelada 1876 a Francia. Esta denominación se alcanzó en forma definitiva el 8 de octubre de 1914 por un decreto presidencial dictado en reemplazo de la progresión kilométrica que hasta ese tiempo imperaba.

## Historia
La estación se inauguró en 1914 y junto con ella se inauguró una estafeta postal. La estafeta existió de forma discontinua siendo clausurada el 11 de agosto de 1927 y fue rehabilitada en 1937. Finalmente, funcionó hasta el 11 de abril de 1940 cuando fue clausurada. No obstante, fue atendida gratuitamente Pablo Ciselli, en el negocio que su padre tenía frente a la estación.
En torno a sus rieles creció una pequeña localidad que en 1921 formalizó su existencia y aún perdura hasta el día de hoy. La tierra de Tellier, con una rica napa de agua, era apta para la siembra. Gracias a esto, Tellier se convirtió en el centro de abastecimiento de agua potable y de frutas y verduras frescas para Deseado. La demanda de estos bienes dio en sus primeros años trabajo a 21 chacareros, 2 establecimientos ganaderos y un pequeño núcleo urbano que en un principio tuvo 56 habitantes que se incrementó a 144 en 1947. En este asentamiento vivieron trabajadores rurales, pequeños propietarios de tierras y el personal del ferrocarril. Además, gracias a estas napas en Tellier, con su primer pozo, Puerto Deseado y otras localidades tuvieron acceso a la escasa agua. La misma fue transportada por vagones-tanques y repartida por los carros aguateros. Este trabajo se llevó a cabo hasta 1946 cuando se construyó el acueducto. Otro dato que demuestra en su ubicación intensa cantidad de agua; es que en el cercano kilómetro 30 se erige el único puente - alcantarilla: que permite que el ramal atraviese un arroyo.
Para 1950 la Gobernación Militar de Comodoro Rivadavia elaboró un informe de la situación e historia del ferrocarril. El documento confirma que Tellier destacaba como el único centro agrícola en todo el ferrocarril capaz de producir frutas, alfalfa y algunas legumbres. Se destacó con admiración la capacidad productiva que se demostraba pese al clima y que todo lo producido era transportado y vendido en Puerto Deseado.
El tren circuló por última vez en julio de 1978.

## Pos clausura
Hoy en día la exestación se encuentra en regular estado de conservación, en pie y con algunas modificaciones posteriores al cierre del ferrocarril. Es usada como vivienda. El último jefe de estación fue Marcos Arias.
En el año 2004, por iniciativa propia de los ex ferroviarios, la exestación fue remodelada. De esta forma, se repinto el edificio y se colocó un nuevo cartel nomenclador.
A pesar de que Tellier fue nombrada como clave en el plan de reactivación de 2008 no fue puesta en valor. Toda la ejecución del plan de reacondicionamiento del ramal prometió que en la primera etapa que en 2 meses el tren comenzaría a circular. Las obras no fueron significativas y tardaron a pesar de que contaban con una partida de $90.084.733. Para 2015 Cristina Fernández reinauguró un tramo de la obra. En tanto, el entonces ministro del Interior y Transporte, Florencio Randazzo, aseguró que la obra demandó una inversión de 92 millones de pesos ampliando el presupuesto original. Además, se dijo que la obra estaría finalizada en 90 días y conectará Puerto Deseado con el norte de la provincia. Finalmente, la ministra de Desarrollo Social y candidata por ese año a gobernadora de Santa Cruz, Alicia Kirchner, aseguró que con esta reactivación se conectan 14 puestos, siete pueblitos y siete pueblos rurales.
Aunque sin ser usada la estación fue destino de un paseo turístico que le volvió a dar vida a las vías del ferrocarril. Las reparaciones permitieron que una dresina pudiera circular por las vías del tramo Deseado - Tellier. El viaje estuvo a cargo de la asociación 20 de septiembre y en 2013  transportó en sus recorridos al entonces gobernador Daniel Peralta. En 2016 se anunciaba que por las tardes se realizaba un paseo en zorra desde Deseado a Tellier que tuvo un valor de $50. Los viajes se anunciaron para los sábados y fueron promocionados por la página municipal deseadense. Notoriamente, solo se llegó a solicitar la compra de algún artículo de la asociación ferroviaria para poder pasear en el vehículo ferroviario. El viaje dejó de ser anunciado por la asociación y la municipalidad desde entonces. Esto sugeriría su suspensión. Actualmente, no posee operaciones de ningún tipo y se estima en un fraude la reactivación.
En octubre de 2024 el gobernador Claudio Vidal anticipó que trabaja en el proyecto de recuperación del ferrocarril. El político aseguró que el tren cubriría los 285 kilómetros de recorrido y volvería a pasar por las estaciones Las Heras, Piedra Clavada, Koluel Kayke, Pico Truncado, Minerales, Fitz Roy, Jaramillo, Tellier y Puerto Deseado. Además, el proyecto presentó mapa que representa el trazado ferroviarios y las estaciones más importantes; siendo Tellier clave para la reactivación del ferrocarril que girara en torno al turismo y a los fletes de la industria petrolera con destino al puerto.

## Funcionamiento
Un análisis de itinerarios e informes de horarios lo largo del tiempo permite ver cómo fue variando el desempeño de esta estación a lo largo de su historia activa:
El primer informe de horario fue publicado en 1920 con datos vigentes desde el 20 de noviembre de 1917. El documento expuso que los trenes mixtos partían los lunes y jueves desde Deseado a las 8:00, visitaban Tellier a las 9:00 y arribaban 18:40 a Las Heras. Mientras que el regreso era los martes y sábado desde las Heras a las 8:30 horas con arribo, pasando por Tellier a las 16: 29 y finalizando en Deseado a las 17:30. La carrera pendiente abajo desde Las Heras era de 1 hora menos y luego se redujo a 30 minutos. El tren a vapor completaba la distancia con Deseado en 1 hora y para el tramo Tellier - Pampa Alta se necesitaban 40 minutos.

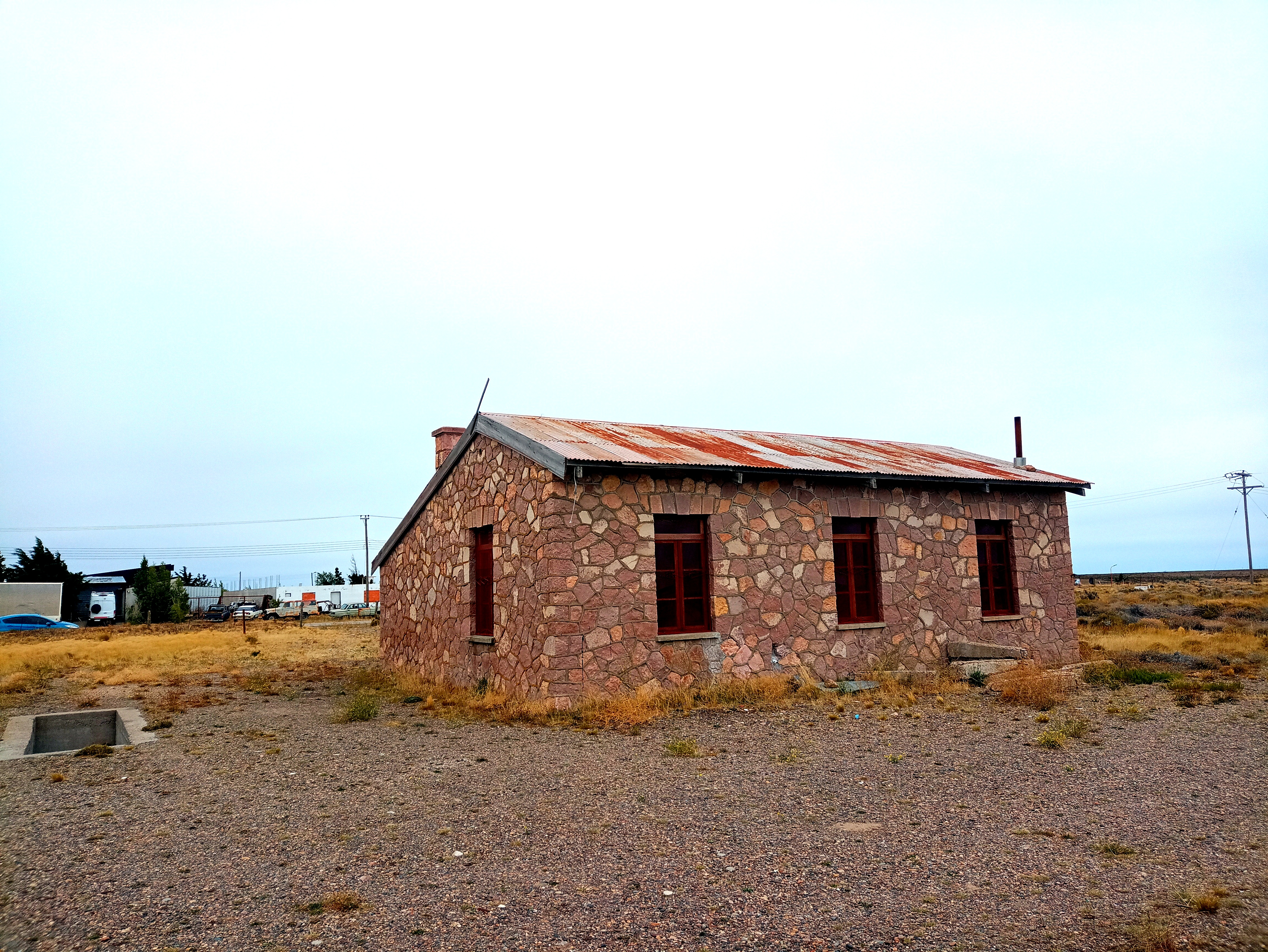
La caseta de los peones de Tellier es de las pocas que se conservan intactas en todo el ramal. Hoy es sede de la junta vecinal del poblado.

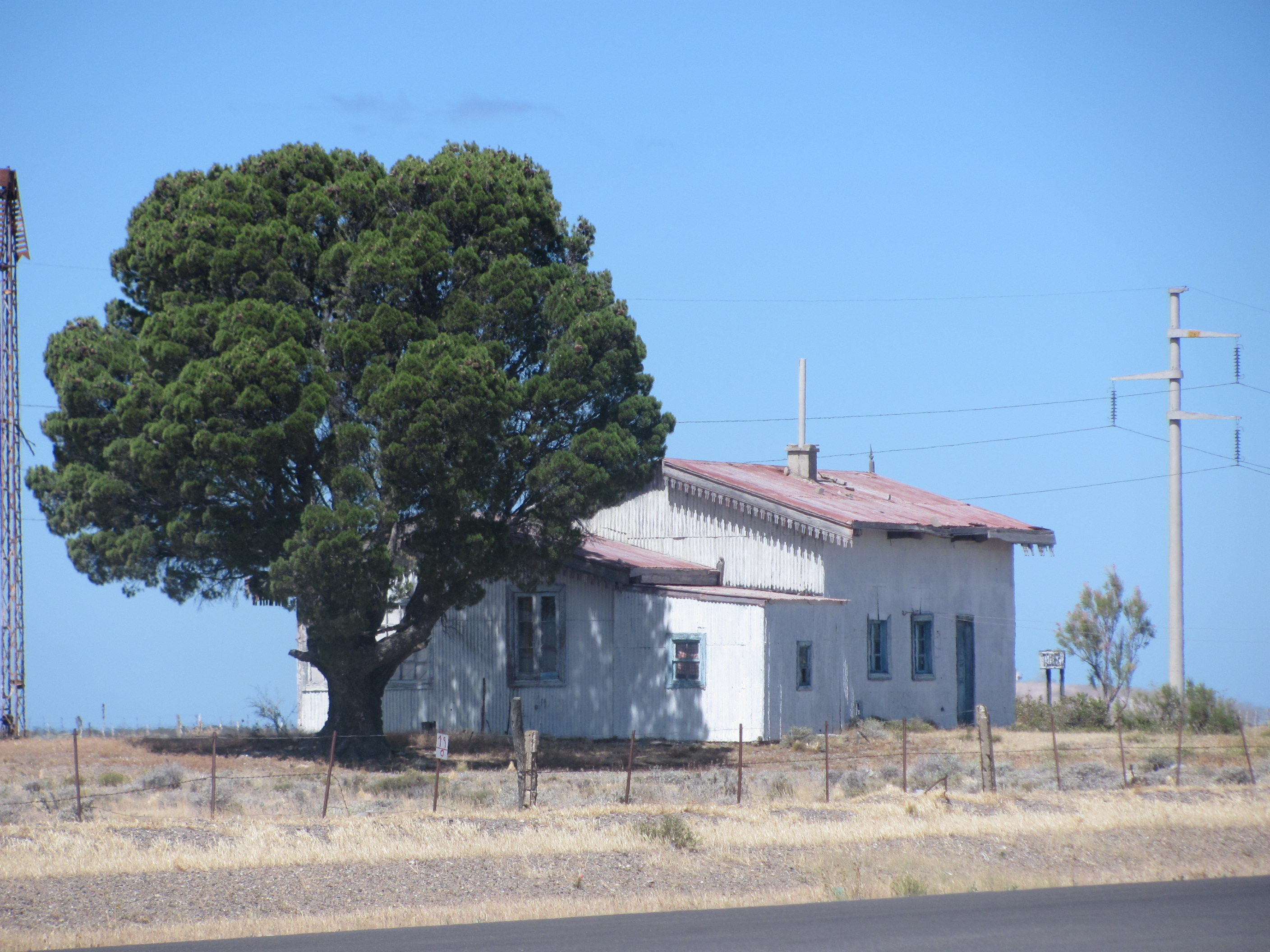
Vista de la estación desde la ruta.

El segundo informe de horario tuvo lugar el 1 de noviembre en 1928. El documento expuso que los trenes mixtos partían los lunes y jueves desde Deseado a las 9:00 horas, pasaban por Tellier a las 10:05 y arribaban a las 18:30 a Las Heras. Mientras que el regreso era los miércoles y sábado desde las Heras a las 9:00 horas con llegada a Tellier a las 16:50 y culminación en Deseado a las 17:30. Por último, el itinerario informó que los trenes estaban provistos por coche comedor y distinguían entre primera y segunda clase. El tren unía los 20 kilómetros de distancia con Deseado en 1:05 y con Pampa Alta en 45 minutos. 
El itinerario de 1930 no informó variaciones significativas respecto al itinerario de 1928. En documento se expuso información precisa de las tarifas: hacer todo el viaje del ferrocarril en primera costaba $24.05 o $13.60 en segunda. En tanto, para tramos simples como Deseado - Tellier era $1.80 en primera clase o $1.00 para la segunda. 
El itinerario de 1934 brindó información extensa del ferrocarril. El servicio tuvo cambios significativos y era ejecutado por trenes mixtos los días jueves y domingo. El viaje a vapor fue mejorado en sus tiempos; partía a las 9 de Deseado, pasando por Tellier a las 9:45, para arribar a Las Heras 17:30. Gracias a esto el ferrocarril completó el recorrido en una hora menos; mientras que la distancia Deseado - Tellier pasó a ser ejecutada en 45 minutos y la distancia con Pampa Alta en 35 minutos. En tanto, la vuelta desde Las Heras se producía los días martes y viernes desde las 9 con paso por Tellier a las 16:10 y arribo a estación Puerto Deseado a las 17:00. Por último, el documento arrojó un dato peculiar al haber clasificado, con una caligrafía diferente, a Tellier como estación de movimientos abundantes y con una población de importancia. Esta clasificación fue compartida con pocas estaciones del ramal. Además, la estación era de los pocos puntos donde las locomotoras se podían abastecer de agua.
Desde el informe de 1936 se observó una de las mayores mejorías en los servicios de este ferrocarril. El miércoles partía el tradicional tren mixto desde Deseado a las 9:00 con paso por Tellier a las 9:55 y arribo a Las Heras a las 17:30. Luego, el viernes retornaba desde Las Heras desde las 9, pasando por Tellier a las 16:20 para arribar a las 17:00 a Deseado. Por otro lado, el servicio de los lunes partía a las 9:30 y alcanzaba Las Heras a las 16:15. El mismo estuvo marcado por la introducción de ferrobuses diésel que aceleraron los tiempos del ferrocarril en 6:15 minutos. El viaje de regreso se producía el martes desde las 9:30 con arribo a Deseado a las 16:15. El itinerario mostró por primera vez a Tellier como parada opcional de los servicios de pasajeros ejecutados en ferrobuses; parando estos solo si había interesados para ascender o descender en este punto. Llamativamente, no se informó horarios de arribo a esta estación y otras minoritarias para los ferrobuses.
Otro informe de 1938 mostró la continuidad del servicio ejecutado por ferrobuses. Las condiciones de 1936 se mantuvieron sin modificaciones. Sin embargo, se mostró los horarios de todos los puntos que eran recorridos por ferrobuses; inclusive de las que eran paradas optativas. El ferrobús alcanzaba esta estación a las 10:19 y estaba distanciada de Puerto Deseado por 25 minutos y en otros 24 minutos de Pampa Alta.
El itinerario de Ferrocarriles del Estado del 15 de diciembre de 1940 se comunicó la existencia de dos tipos de servicios. El primero se ejecutaba los jueves con trenes mixtos desde las 9 con llegada a Las Heras a las 17:30; el regreso se operaba el sábado desde las 9 con arribo a Deseado a las 17. Además, se informó un servicio de pasajeros ejecutado con ferrobuses los lunes desde las 11, visita a Tellier a las 11:30 con arribo a Las Heras a las 16:50. En tanto, los martes desde las 11 emprendía su regreso con arribo a Deseado a las 16:25. El itinerario mostró a Tellier provista de un edificio a la izquierda de la vía y calificada como una de las estaciones principales del ramal; aunque fue paso optativo de los ferrobuses.
El itinerario de 1946 comunicó condiciones similares a los anteriores. No obstante, se presentó el abandono de los ferrobuses en favor del vapor. 

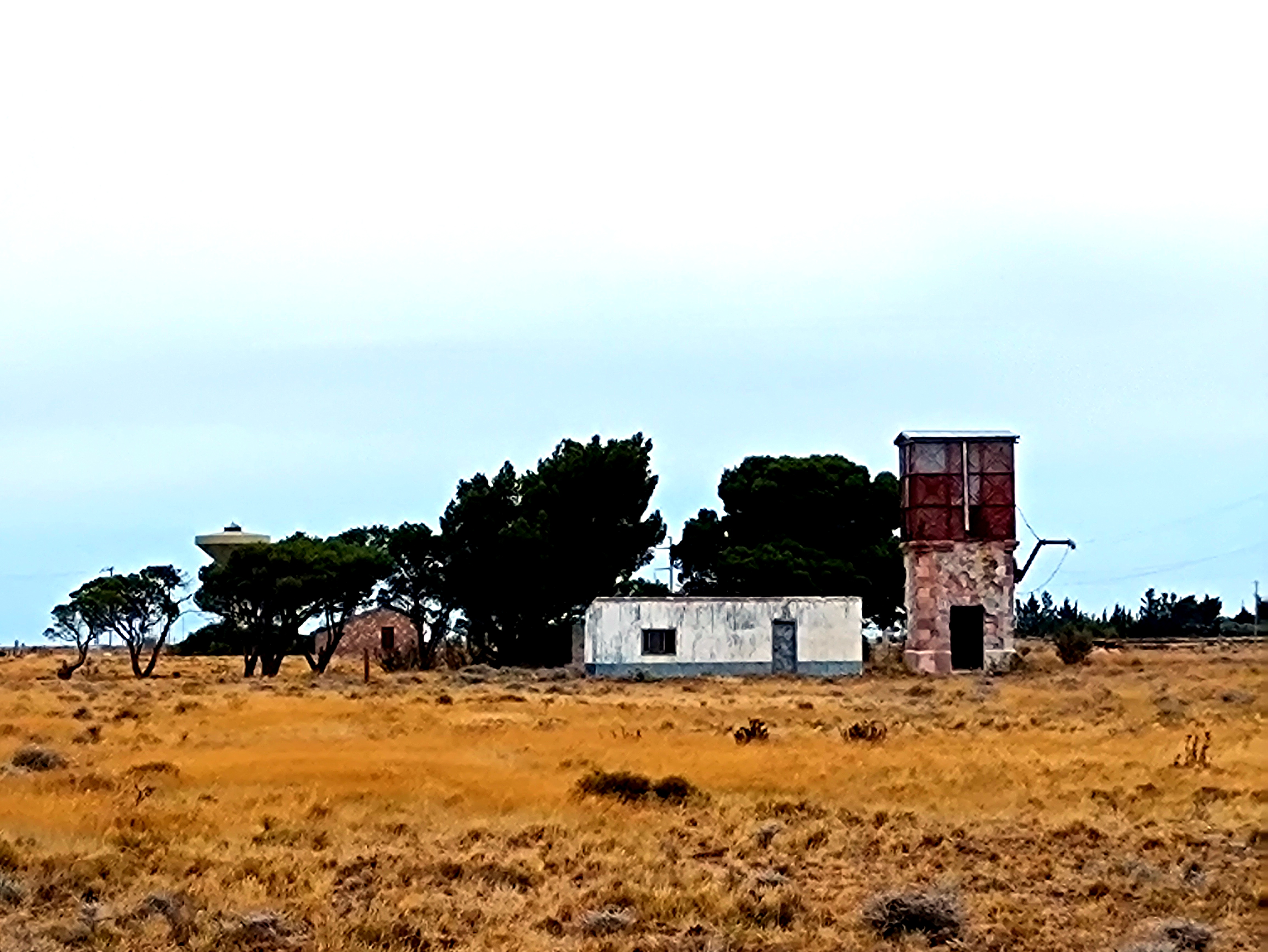
Instalaciones ferroviarias en perfecto estado.

De esta forma, los viajes fueron ejecutados por trenes mixtos que partían con coche comedor los lunes desde Puerto Deseado a las 9:00 horas, paraba en Tellier a las 9:45 arribaba a las 17:30 a Las Heras. Estaba separada de Pampa Alta por 35 minutos y de Puerto Deseado por otros 45 minutos de distancia. Por otro lado, desde este itinerario la estación retornó a ser parada obligatoria de todas las formaciones y confirmada como uno de los pocos puntos donde las locomotoras cargaban agua en sus sistemas por la abundante agua de esta zona. Estas características sumadas a movimientos significativos y una población relevante clasificó a Tellier entre las pocas estaciones más importantes del ramal.

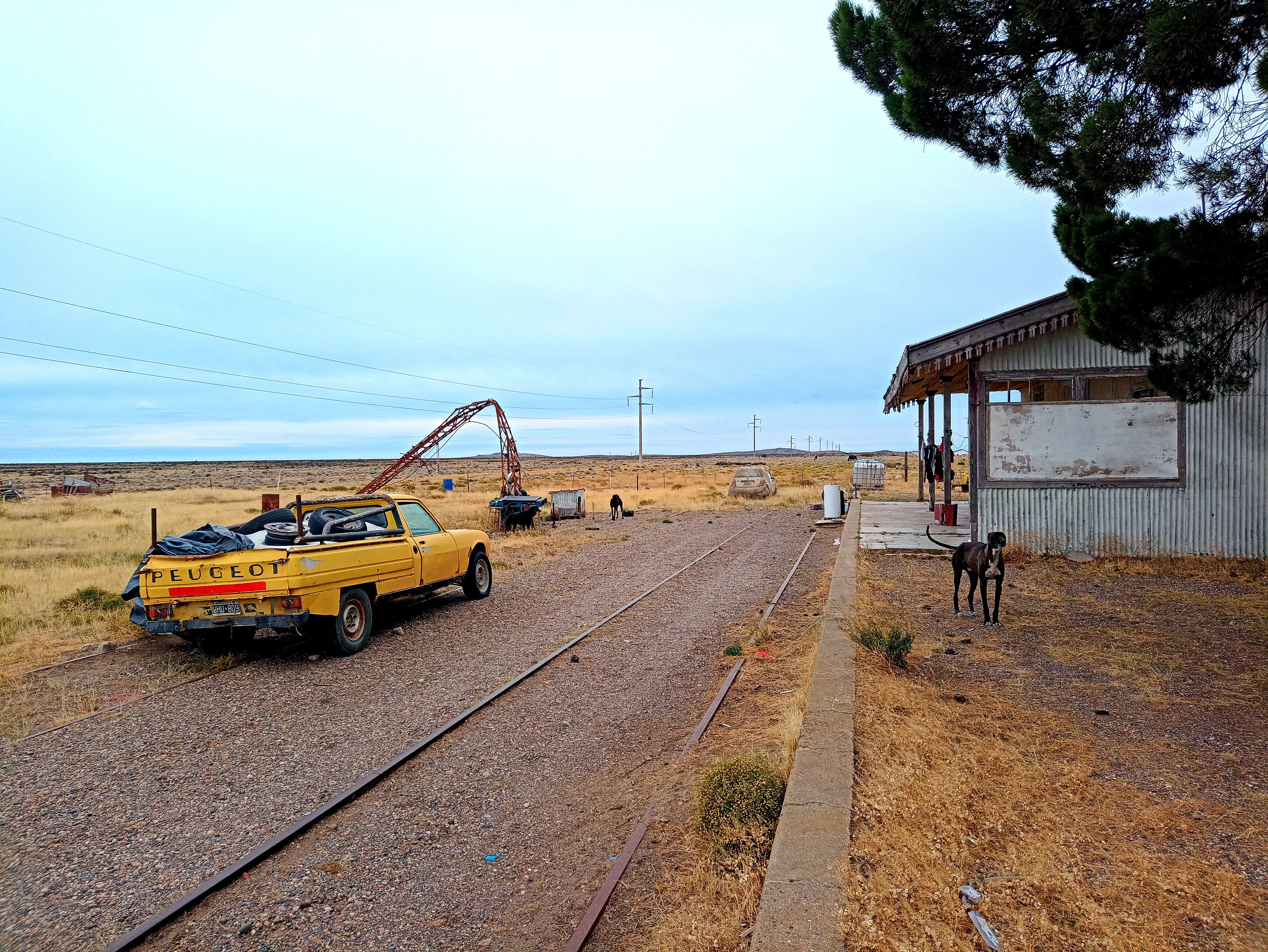
El anden y el apartadero de la estación ocupados y modificados por una familia.

El mismo itinerario de 1946 fue presentado por otra editorial y en él se hace mención menos detallada de los servicios de pasajeros de este ferrocarril. En el documento se confirmó las mismas condiciones del itinerario anterior. Mientras que las tarifas mantuvieron los valores y secciones de 1938.

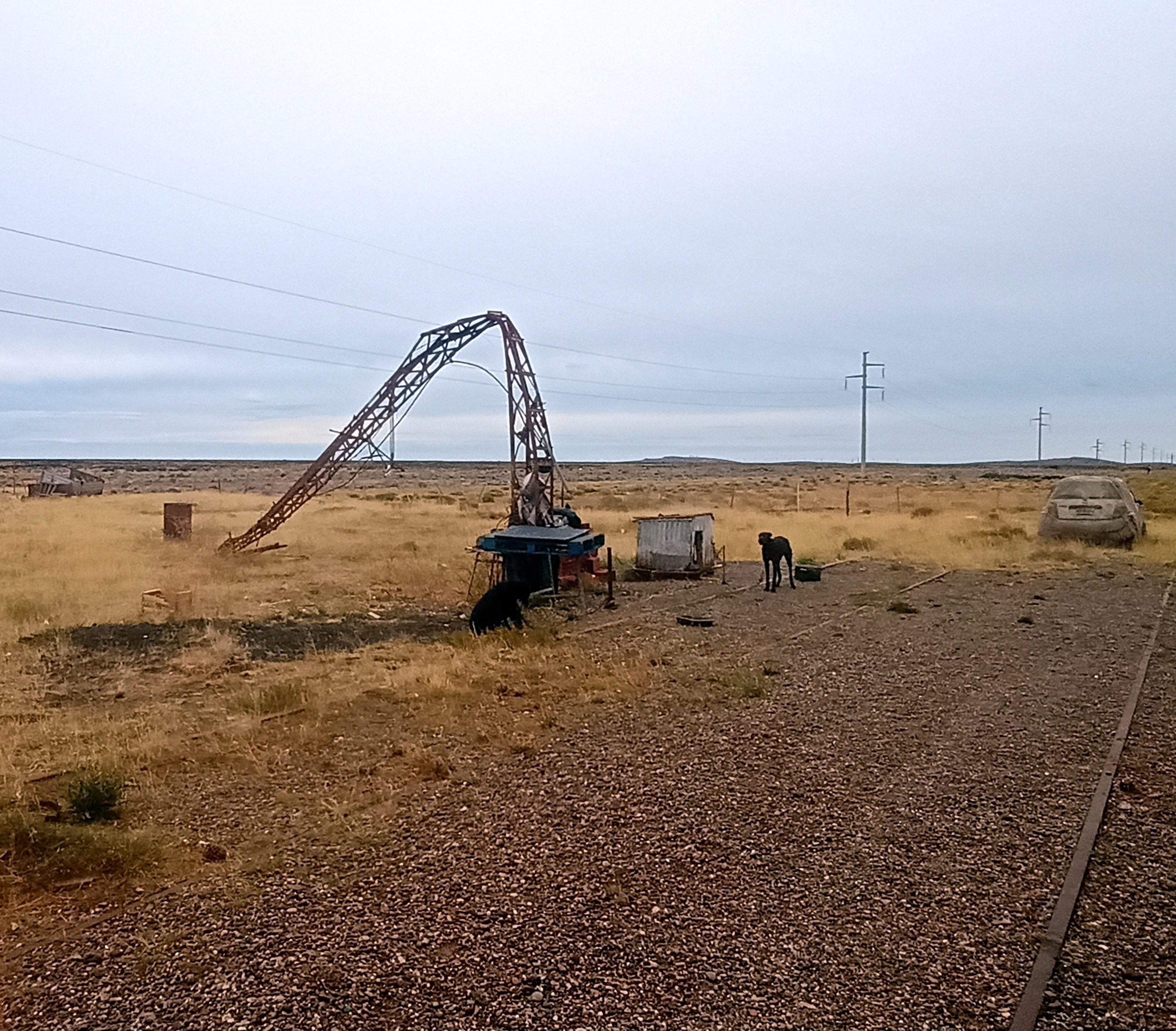
Señal ferroviaria vencida por el viento.

El 10 de diciembre de 1948 fue presentado un itinerario que representó el momento de auge del ferrocarril, ya que se mostraron dos servicios de pasajeros y tres de cargas; de las cuales una fue completamente novedosa. En cuanto a los servicios de pasajeros, fueron ejecutados por trenes mixtos los lunes con salida desde estación Deseado a las 8 y las 9 y arribo a las Heras a las 17:45 y 18:00; mientras que los regresos se producían los miércoles desde las 7:30 y 9:00 con arribo a Deseado a las 16:30 y 17:30. En cambio, las cargas tuvieron uso condicional en todos los casos. Se distinguieron con 3 frecuencias y dos tipos de viajes: la primera frecuencia de cargas salía los viernes desde las 8, pasaba por Tellier a las 8: y arribo a Las Heras a las 18:00 (el viaje más rápido de este tipo) y la vuelta se producía el sábado en iguales términos que la ida. El segundo viaje era mucho más largo al partir martes, viernes y domingo de Deseado a las 12:00 y llegar a Las Heras a las 00:00; mientras que la vuelta se llevaba a cabo los martes, jueves y domingo o deforma optativa los lunes, miércoles y sábado desde las 16:00 con llegada a Deseado a las 4:00 a. m.. La última línea de cargas partía los jueves y sábado a las 14:00 desde Deseado, llegada a Tellier a las 14:45 y arribaba a Pampa Alta a las 15:35; la vuelta se producía desde la 16:10 con arribo a Deseado a las 17:45. Además, había otro servicios de trenes auxiliares que recogía vagones dejados en los desvíos auxiliares por los otros dos servicios de cargas los martes, viernes y domingo desde Km 15 a 12:35 y arribo a Deseado a las 13:05. Este servicio de carga fue descripto como auxiliar del servicio de los otros servicios de cargas anteriormente mencionadas, dado que los trenes debían repartir el peso de sus formaciones en Pampa alta y los desvíos previos a Deseado.     
El último informe de horarios de noviembre de 1955 expuso cambios significativos: todos los servicios de pasajeros pasaron a ser operados por ferrobuses. Además, se modificaron los horarios y días; partiendo el coche motor desde Deseado los lunes, miércoles y viernes a las 13:30, visitando Tellier a las 14:06 y arribo a Las Heras a las 19:15 horas. El regreso se producía desde Las Heras martes, jueves y sábados con partida a las 13:30, paso por Tellier a las 18:18 y arribo a deseado a las 18:45. Por último, se informó la novedad de la incorporación formal del apeadero km 8 como punto más próximo a esta estación en reemplazo de Puerto Deseado. El coche motor tardaba en unir Tellier con km 8 unos 40 minutos y con Pampa Alta otros 35 minutos.
En todos los itinerarios e informes de horarios del servicio siempre fue llamada Tellier. 

### Colección de boletos
Una extensa colección de boletos de este ferrocarril confirma a Tellier como punto concurrido. Por otra parte, en estos boletos la estación figura como Tellier a secas.

## Infraestructura
Ubicada a 108,95 m s. n. m., fue construida como estación de tercera clase. Sin embargo, su uso excedió su planificación y fue capaz de brindar todos los servicios del ferrocarril. Además, como lo muestran las fotografías fue ampliada sobre uno de los laterales para asemejarla a las de segunda clase. La progresión de las vías en este punto alcanza los 21.1 kilómetros.
El primer documento que detalló el equipamiento de este punto fue el itinerario de 1934. El mismo detalla que Tellier estaba dotada de:
- Estanque Piggott 49 m3.
- Apartadero 638 m.
- Capa freática a 12.10 m.

Posteriormente, un informe de 1958 detalla que fue clasificada de como de primera categoría con servicios de carga, pasajeros, encomiendas, telégrafos y hacienda (P. E. C. T. H).. Al respecto de la hacienda informa que recibe y despacha hacienda con previo arreglo únicamente. Su infraestructura y dimensiones la hacían estación de 3° clase (las más simples de este ferrocarril). Mientras que para desempeñar sus tareas ferroviarias se valía de:
- Estanque Piggott 94 m³ 49,000.
- 1 rampa de costado.
- Apartadero 638 m.
- Capa freática a 12.10 m.
- Caseta caminero.